# الهلال الأحمر الكردي
الهلال الأحمر الكردي (بالكردية: Heyva Sor a Kurd‏) هي منظمة إنسانية غير ربحية تعمل في الإدارة الذاتية لشمال وشرق سوريا وتعتبر المزود الرئيسي للرعاية الطبية والمساعدات للاجئين الذين فروا من هجمات داعش والحكومتين السورية والتركية. شاركت المنظمة في إعادة إعمار مدينة كوباني التي دُمرت مع حصار كوباني.

## الأنشطة
تأسست المنظمة في عام 1993 ولديها حاليًا فروع لجمع التبرعات في العديد من البلدان الأوروبية مثل ألمانيا والسويد والمملكة المتحدة حيث سُجلت المنظمة كمؤسسة خيرية.
لدى الهلال الأحمر الكردي في شمال شرق سوريا فروع في كوباني والدرباسية وتل تمر والحسكة والقامشلي وعامودا والقحطانية والمالكية والمعبدة والشيخ مقصود بالإضافة إلى مخيمات الهول ونيروز وروج للاجئين وكانت هناك أيضًا فروع في عفرين ورأس العين قبل استيلاء تركيا والجيش السوري الحر المدعوم من تركيا على هذه المدن. دعت المنظمة خلال حصار كوباني إلى تقديم مساعدات طبية وإنسانية دولية وكذلك عودة الموظفين الطبيين إلى كوباني للمساعدة حيث كان هناك نقص في المياه النظيفة ومعالجة مياه الصرف الصحي في المنطقة بسبب الأضرار.
أشرف الهلال الأحمر الكردي على افتتاح مستشفى خاص باستقبال مرضى وباء فيروس كورونا في محافظة الحسكة في عام 2020 وأرسل قوافل مساعدات إلى المناطق المنكوبة في حلب جراء زلزال قهرمان مرعش الذي ضرب تركيا وسوريا يوم 6 فبراير 2023.

### المشاريع
لدى الهلال الأحمر الكردي ستة مشاريع رئيسية لأنشطته في شمال شرق سوريا: "مشروع الأطفال" و"مشروع الأسرة الشقيقة" و"مشروع الصحة" و"مشروع المساعدات الطارئة" و"مشروع التضامن مع السجناء" و"مشروع التعاون مع منظمات المعونة المتشابهة".

## الاعتراف الدولي
الهلال الأحمر الكردي غير معترف به حاليًا من قبل الاتحاد الدولي لجمعيات الصليب الأحمر والهلال الأحمر حيث يجب أن تكون المنظمة جمعية المساعدات الوحيدة والرسمية لدولة مستقلة وأن تكون قد صدقت على اتفاقيات جنيف لكي تحظى بالاعتراف. في عام 2010 قضت مديرية الإشراف والخدمات في ولاية راينلاند بالاتينات في ألمانيا بأن الهلال الأحمر الكردي لا يمكنه استخدام رموز الهلال الأحمر أو الصليب الأحمر لأنه لا يُسمح إلا لجمعية مساعدات واحدة معتمدة من الدولة في كل ولاية باستخدام هذا الشعار وبالتالي يُمنع على المنظمة جمع التبرعات في راينلاند بالاتينات.